# Хасанов, Джура
Джура Хасанов — советский хозяйственный, государственный и политический деятель.

## Биография
Родился в 1927 году в Андижанской области. Член КПСС с 1948 года.
С 1945 года — на хозяйственной, общественной и политической работе. В 1945—1987 гг. — преподаватель в школе, заведующий отделом пропаганды и агитации, заведующий орготделом Избасканского райкома КПУз, второй секретарь Московского райкома КПУз, учитель, заведующий учебной частью Избасканской средней школы, инструктор отдела организационно-партийной работы Андижанского обкома партии, второй, первый секретарь Ходжаабадского райкома КПУз, председатель Андижанского облисполкома.
Избирался депутатом Верховного Совета Узбекской ССР 8-го, 9-го, 10-го и 11-го созывов.
Делегат XXV, XXVI и XXVII съездов КПСС.
В настоящее время Хасанов Джура Хасанович проживает в городе Андижане (Узбекистан) вместе со своей супругой - Хасановой Раисой Мансуровной (1931г.р.). Имеет 5 дочерей, 12 внуков и 20 правнуков.
Ордена:
1. «Знак почета» — 1971 г.
2. «Ленина» — 1973 г.
3. «Октябрьской революции» — 1976 г.
4. «Трудового Красного Знамени» — 1981 г.

Медали:
1. «За доблестный труд в Великой Отечественной войне 1941-1945гг» — 1946 г.
2. «За доблестный труд в ознаменование 100-летия со дня рождения В. И. Ленина» — 1970 г.
3. «Тридцать лет победы в Великой Отечественной войне 1941-1945гг» — 1975 г.
4. «Сорок лет победы в Великой Отечественной войне 1941-1945гг» — 1985 г.
5. «100-летия со дня рождения Георгия Демитрова» — 1985 г. (Народная республика Болгария)
6. «40 лет социалистической Болгарии» — 1984 г.

Медали ВДНХ СССР:
1. Бронзовая — 1972 г.
2. Золотая — 1974 г.
3. Золотая — 1976 г.
4. Золотая — 1979 г.
5. Золотая — 1981 г.
6. Золотая — 1982 г.

Почетные грамоты:
1. Президиума Верховного Совета УзССР — 1977 г.
2. ЦК Компартии Узбекистана, Президиума Верховного Совета УзССР и Совета Министров Республики — 1974 г.
3. ЦК Компартии Узбекистана, Президиума Верховного Совета УзССР и Совета Министров Республики — 1977 г.
4. ЦК Компартии Узбекистана, Президиума Верховного Совета УзССР и Совета Министров Республики — 1984 г.
5. Президиума Верховного Совета УзССР — 1987 г.